# Blériot Aéronautique
«Блерио́ аэронотик» (фр. Blériot Aéronautique) — авиастроительная фирма, основанная пионером авиации Луи Блерио. Помимо самолётов в период с 1921 по 1922 годы компания производила малолитражные автомобили с мотоциклетным двигателем (англ. cyclecars). Как самостоятельная компания прекратила существование в 1936 году в результате национализации французской авиастроительной отрасли.

## История компании
25 июля 1909 года Луи Блерио первым перелетел через Ла-Манш, после чего к нему начали поступать заказы на постройку самолётов. В этом же году Блерио основал собственную авиастроительную компанию.

## Продукция
- Blériot III (1906)
- Blériot V (1907)
- Blériot VI (1907)
- Blériot VII (1907)
- Blériot VIII (1908)
- Blériot XI (1909)
- Blériot XII (1909)
- Blériot 110 (1930)
- Blériot 115
- Blériot 123
- Blériot 125
- Blériot 127
- Blériot 135
- Blériot 155
- Blériot 165
- Blériot 5190 (1933)